# Jiří Spěváček
Jiří Spěváček (14. března 1923 Rakovník – 2. června 1996 Praha) byl český historik specializující se především na dějiny vlády Lucemburků v českých zemích.
Vystudoval historii a klasickou filologii na Filozofické fakultě Univerzity Karlovy v Praze. Od roku 1947 působil v Státním historickém ústavu a od roku 1952 jako vědecký pracovník Historického ústavu ČSAV. Kromě historie se věnoval diplomatice a vydávání edic historických dokumentů k českým dějinám. V 80. letech spolupracoval s ČST jako odborný poradce k televizním inscenacím o Václavu IV. a Zikmundu Lucemburském.

## Publikace
- Karel IV. : Život a dílo : (1316-1378). Praha : Svoboda, 1979. 720 s.
- Král diplomat : (Jan Lucemburský 1296-1346). Praha : Panorama, 1982. 276 s.
- Václav IV. (1361-1419) : k předpokladům husitské revoluce. Praha : Svoboda, 1986. 773 s.
- Rozmach české státnosti za vlády Lucemburků v souvislostech evropské politiky. Praha : Academia, 1987. 92 s.
- Založení Univerzity Karlovy. Praha : Melantrich, 1988. 40 s.
- Jan Lucemburský a jeho doba 1296-1346 : k prvnímu vstupu českých zemí do svazku se západní Evropou. Praha : Svoboda, 1994. 658 s. ISBN 80-205-0291-2.